# Termika
Termika je fyzikální oblast, která se zabývá studiem vlastností látek a jejich změn souvisejících s teplotou. Termika se také někdy označuje jako nauka o teple.

## Molekulový pohyb
Makroskopicky vnímaný tepelný stav látky, který je vyjadřován teplotou, má úzkou souvislost s pohybem základních stavebních částic dané látky (molekul, atomů apod.). Tento pohyb se označuje jako molekulový pohyb. Vzhledem k tomu, že molekulový pohyb se výrazněji projevuje při vyšších teplotách, bývá často označován jako tepelný pohyb.
Molekulový pohyb je pokládán za samostatný druh fyzikálního pohybu, jehož základní vlastnosti, které jej odlišují od klasického mechanického pohybu, jsou:
- pohybu se účastní velké množství částic
- pohyb je neustálý (nepřetržitý) a neuspořádaný (chaotický)

Jedná se o složitější druh pohybu než je tomu v případě pohybu mechanického. Při vyšetřování tohoto pohybu se tedy využívá metod statistické fyziky.

## Rozdělení termiky
Termiku lze rozdělit na několik oblastí.
- Termometrie – Zabývá se měřením teploty a používanými měřícími metodami.
- Kalorimetrie – Zabývá se určováním tepelného obsahu (tepla) látek z makroskopického hlediska.
- Kinetická teorie látek – Zabývá se vztahem mezi strukturou látky na molekulární úrovni a jejím tepelným chováním. Kinetická teorie je založena na znalostech molekulové fyziky. Vzhledem k tomu, že se obvykle zabývá velkým množstvím částic látky, často se zde využívá aparát teorie pravděpodobnosti a matematické statistiky.
- Termodynamika – Zabývá se zákony, kterým podléhá přeměna tepelné energie v jiné druhy energie (a naopak).
- Šíření tepla (termokinetika) – Zabývá se způsoby, kterými se teplo šíří prostředím.

## Meteorologie
V meteorologii se pojem termika (anglicky Thermal) používá (především pro účely letectví) pro označení stoupající masy ohřátého vzduchu. Správný název pro tento pohyb je konvekce. Termika vzniká, když slunce zahřeje zemský povrch a ten následně zahřívá okolní vzduch. Teplejší vzduch je lehčí, proto stoupá. S narůstající výškou klesá jeho tlak a v důsledku toho se ochlazuje v běžných podmínkách asi o jeden stupeň na každých 100 metrů (v případě kondenzace páry jenom asi 0,6 stupně). Pokud teplota okolního vzduchu klesá s výškou rychleji, stoupající vzduch je pořád teplejší než okolí a stoupá dál. Teplotní zvrstvení atmosféry se v takovém případě nazývá „labilní“. Tento jev využívají hlavně piloti větroňů, rogalisté a paraglidisté, kteří díky termickým proudům jsou schopni dosahovat výšek několika kilometrů a bezmotorové přelety o délce stovek kilometrů.
Typickým viditelným znakem termických proudů jsou oblaky typu cumulus. Termika je obvykle pod oblakem a její horní hranice je ve vrchní části oblaku. V případě silné termiky oblak kumulovitého typu roste do výšky a může se změnit na Cumulus congestus (Cg) anebo bouřkový Cumulonimbus (Cb). Rychlost stoupavých proudů dosahuje v běžných podmínkách od 1 do 8 m/s, v případě bouřky může v extrémních podmínkách dosahovat i desítky m/s. Někdy může ovšem nastat i tzv. bezoblační termika.
Podrobněji viz hlavní článek termická konvekce.